# Sazilly
Sazilly – miejscowość i gmina we Francji, w Regionie Centralnym, w departamencie Indre i Loara.
Według danych na rok 1990 gminę zamieszkiwały 234 osoby, a gęstość zaludnienia wynosiła 22 osoby/km² (wśród 1842 gmin Regionu Centralnego Sazilly plasuje się na 906 miejscu pod względem liczby ludności, natomiast pod względem powierzchni na miejscu 1116).